# Scabiosa holosericea
Scabiosa holosericea är en tvåhjärtbladig växtart som beskrevs av Antonio Bertoloni. Scabiosa holosericea ingår i släktet fältväddar, och familjen Dipsacaceae. Inga underarter finns listade i Catalogue of Life.